# Josua Bengtson
Josua Bengtson (10 de enero de 1882 - 15 de diciembre de 1958) fue un actor teatral y cinematográfico de nacionalidad sueca.

## Biografía
Nacido en Gotemburgo, Suecia, Josua Bengtson actuó en su juventud en diferentes teatro de su país, entre ellos el Folktan (1901-1902), el Håkanson-Svennberg (1902-1904), el Victor Castegren en Gotemburgo (1904-1905), el Knut Lindroth (1905-1906), Axel Engdahl (1907-1908), Wilhelm Olin (1909-1911), el Intima teatern (1911-1921), y el Dramaten en 1921.
En el Teatro Dramaten, Bengtsson fue durante varias décadas actor de carácter, interpretando un total de 201 papeles a lo largo de su carrera sobre el escenario. Entre los personajes que encarnó figuran Dilling en Första fiolen, Lindqvist en Påsk, Anders Olsen en Dönviks prästgård, el enterrador en Hamlet y Gråström en Ett resande teatersällskap.
Desde el año 1917 estuvo casado con la pianista Ingeborg Bengtson. La pareja tuvo tres hijos: Åke, Bengt y Olle. Olle Bengtson fue concertista de kontrabasarna en la Filarmónica de Estocolmo entre 1944 y 1987.
Josua Bengtson falleció en 1958 en la residencia de actores Höstsolen en Täby, Suecia. A Bengtson se le concedió el ingreso en la Orden Frihetskorset y en la Orden de Vasa.

## Teatro

### Actor (selección)
- 1912 : Storken, de Hans Aanrud, Komediteatern[5]
- 1912 : Nattkyparen, de Ernst Didring, escenografía de Emil Grandinson y Knut Michaelson, Komediteatern[6]
- 1912 : Filip II, de Emile Verhaeren, escenografía de Knut Michaelson, Komediteatern[7]
- 1913 : Eldskärmen, de Alfred Sutro, escenografía de Knut Michaelson, Komediteatern[8]
- 1913 : Fästningen faller, de Sacha Guitry, escenografía de Knut Michaelson, Komediteatern[9]
- 1913 : Aldrig i livet, de Gustaf af Geijerstam, escenografía de Emil Grandinson, Komediteatern[10]
- 1913 : Vildfåglar, de John Galsworthy, escenografía de Knut Michaelson, Komediteatern[11]
- 1913 : En parisare, de Edmond Gondinet, escenografía de Knut Michaelson, Komediteatern[12]
- 1913 : Simpson och Delila, de Sven Lange, escenografía de Emil Grandinson, Komediteatern[13]
- 1913 : Dynastin Peterberg, de Mikael Lybeck, escenografía de Knut Michaelson, Komediteatern[14]
- 1914 : Den skotska regnkragen, de Sacha Guitry, escenografía de Knut Michaelson, Komediteatern[15]
- 1914 : Jagad, de John Galsworthy, escenografía de Emil Grandinson, Komediteatern[16]
- 1914 : En butiksfröken, de Frantz Fonson y Ferdinand Wickeler, escenografía de Gustaf Collijn, Komediteatern[17]
- 1914 : Den fule Ferante, de Sabatino Lopez, escenografía de Emil Grandinson, Komediteatern[18]
- 1914 : Karlavagnen, de Tor Hedberg, escenografía de Einar Fröberg, Komediteatern[19]
- 1914 : Arabia land, de Anna Maria Roos, Komediteatern[20]
- 1915 : Attentatet, de Leo Birinski, escenografía de Emil Grandinson, Komediteatern[21]
- 1915 : Kärleken till nästan, de Gunnar Heiberg, escenografía de Emil Grandinson, Komediteatern[22]
- 1915 : Las alegres comadres de Windsor, de William Shakespeare, escenografía de Emil Grandinson, Komediteatern[23]
- 1915 : Den politiske kannstöparen, de Ludvig Holberg, escenografía de Einar Fröberg, Intima teatern[24]
- 1915 : Spader knekt, de Hans Overweg, escenografía de Einar Fröberg, Komediteatern[25]
- 1915 : Erotik, de Gustav Wied, escenografía de Einar Fröberg, Komediteatern[26]
- 1915 : Pompadours triumf, de Adolf Paul, escenografía de Einar Fröberg, Komediteatern[27]
- 1915 : Julstugan, de Ludvig Holberg, escenografía de Einar Fröberg, Komediteatern[28]
- 1916 : Gustaf III, de August Strindberg, escenografía de Einar Fröberg, Komediteatern[29]
- 1916 : Generalrepetition på ett dyrbart liv, de Harry Vosberg, escenografía de Albin Lavén, Komediteatern[30]
- 1916 : En gåtfull kvinna, de Robert Reinert, escenografía de Einar Fröberg, Komediteatern[31]
- 1916 : Prinsessan och hela världen, de Edgard Høyer, escenografía de Einar Fröberg, Komediteatern[32]
- 1916 : Takrännan, de Gustaf Collijn, escenografía de Gustaf Collijn, Komediteatern[33]
- 1916 : El enfermo imaginario, de Molière, escenografía de Einar Fröberg, Komediteatern[34]
- 1916 : Faunen, de Hermann Bahr, escenografía de Einar Fröberg, Komediteatern
- 1916 : Hannele, de Gerhart Hauptmann, escenografía de Einar Fröberg, Komediteatern[35]
- 1917 : Fädernesland, de Einar Christiansen, escenografía de Einar Fröberg, Komediteatern[36]
- 1917 : Stövlett-Kathrine, de Dikken von der Lyhe Zernichow, escenografía de Einar Fröberg, Komediteatern[37]
- 1917 : Ett resande teatersällskap, de August Blanche, escenografía de Einar Fröberg, Komediteatern[38]
- 1917 : En födelsedag på gäldstugan, de August Blanche, escenografía de Einar Fröberg, Komediteatern
- 1917 : Mästertjuven, de Tristan Bernard y Alfred Athis, escenografía de Einar Fröberg, Djurgårdsteatern[39]
- 1917 : Adlig ungdom, de Algot Ruhe, escenografía de Rune Carlsten, Komediteatern[40]
- 1917 : Elna Hall, de Ernst Didring, escenografía de Ernst Didring, Komediteatern[41]
- 1917 : Pernillas korta frökentid, de Ludvig Holberg, escenografía de Rune Carlsten, Komediteatern[42]
- 1918 : Ricardo III, de William Shakespeare, escenografía de Einar Fröberg, Komediteatern[43]
- 1918 : Den röde André, de Mikael Lybeck, escenografía de Rune Carlsten, Komediteatern[44]
- 1918 : Narren, de Peter Egge, escenografía de Rune Carlsten, Komediteatern[45]
- 1918 : Skandalskolan, de Richard Brinsley Sheridan, escenografía de Einar Fröberg, Komediteatern[46]
- 1919 : Ett experiment, de Hjalmar Bergman, escenografía de Einar Fröberg, Komediteatern[47]
- 1919 : Nöddebo prästgård, de Elith Reumert, escenografía de Josua Bengtson, Komediteatern[48]
- 1919 : Byggmästare Solness, de Henrik Ibsen, escenografía de Einar Fröberg, Komediteatern[49]
- 1919 : Man kan aldrig veta, de George Bernard Shaw, Djurgårdsteatern[50]
- 1919 : Titeln, de Arnold Bennett, escenografía de Einar Fröberg, Komediteatern[51]
- 1919 : Ambrosius, de Christian Molbech, escenografía de Einar Fröberg, Komediteatern[52]
- 1919 : Individernas förbund, de Einar Fröberg, escenografía de Einar Fröberg, Komediteatern[53]
- 1919 : Nej, de Johan Ludvig Heiberg, escenografía de Josua Bengtson, Komediteatern[54]
- 1919 : Den nya garnisonen, de Louis Angely y C.G. Etienne, escenografía de Josua Bengtson, Komediteatern[55]
- 1920 : Barnsölet, de Ludvig Holberg, escenografía de Rune Carlsten, Komediteatern[56]
- 1920 : Aigretten, de Dario Niccodemi, escenografía de Einar Fröberg, Komediteatern[57]
- 1920 : Öga för öga, de John Galsworthy, escenografía de Einar Fröberg, Komediteatern[58]
- 1920 : Professor Storitzyn, de Leonid Andréiev, escenografía de Einar Fröberg, Komediteatern[59]
- 1920 : Fästningen faller, de Sacha Guitry, Komediteatern[60]
- 1920 : 2 X 2=5, de Gustav Wied, Komediteatern[61]
- 1921 : Påsk, de August Strindberg, Komediteatern[62]
- 1921 : Dygdens stig, de Robert de Flers y Gaston Arman de Caillavet, escenografía de Einar Fröberg, Komediteatern[63]
- 1921 : En hustru för mycket, de Francis de Croisset, escenografía de Einar Fröberg, Komediteatern[64]
- 1921 : Svenskt folk, de Ivar Thor Thunberg, escenografía de Gustaf Linden, Dramaten
- 1921 : Jokern, de H. Marsh Harwood, escenografía de Olof Molander, Dramaten
- 1922 : Ett frieri, de Antón Chéjov, escenografía de Gustaf Linden, Dramaten
- 1922 : Den leende fru Madeleine, de André Obey y Denys Amiel, escenografía de Olof Molander, Dramaten
- 1922 : Den objudna gästen, de Maurice Maeterlinck, escenografía de Olof Molander, Dramaten
- 1922 : Andras affärer, de Gustaf af Geijerstam, escenografía de Gustaf Linden, Dramaten
- 1922 : Stulen lycka, de Giuseppe Giacosa, escenografía de Tore Svennberg, Dramaten
- 1922 : Erna, de Einar Fröberg, escenografía de Gustaf Linden, Dramaten
- 1922 : Peter Peter, de Curt Goetz, escenografía de Karl Hedberg, Dramaten
- 1922 : Riddar Blåskäggs åttonde hustru, de Alfred Savoir, escenografía de Olof Molander, Dramaten
- 1922 : Duvals skilsmässa, de Alexandre Bisson y Antony Mars, escenografía de Gustaf Linden, Dramaten
- 1923 : Kära släkten, de Gustav Esmann, escenografía de Tor Hedberg, Dramaten[65]
- 1923 : Föräldrar, de Otto Benzon, escenografía de Olof Molander, Dramaten
- 1923 : Den beundrandsvärde Crichton, de J. M. Barrie, escenografía de Karl Hedberg, Dramaten
- 1923 : Värdshuset Råbocken, de Oliver Goldsmith, escenografía de Olof Molander, Dramaten
- 1924 : Äventyrens värld, de Christian Günther, escenografía de Karl Hedberg, Dramaten
- 1924 : Knock, de Jules Romains, escenografía de Karl Hedberg, Dramaten
- 1925 : Santa Juana, de George Bernard Shaw, escenografía de Gustaf Linden, Dramaten
- 1927 : Ombord, de Prins Wilhelm, escenografía de Olof Molander, Dramaten
- 1927 : Doktor Mirakel, de Robert de Flers y François Wiener, escenografía de Karl Hedberg, Dramaten
- 1927 : Markisinnan, de Noel Coward, escenografía de Karl Hedberg, Dramaten
- 1927 : El enfermo imaginario, de Molière, escenografía de Olof Molander, Dramaten
- 1928 : Hoppla, vi lever!, de Ernst Toller, escenografía de Per Lindberg, Dramaten
- 1928 : Diktatorn, de Jules Romains, escenografía de Per Lindberg, Dramaten
- 1928 : Försvarsadvokaten, de Ferenc Molnar, escenografía de Karl Hedberg, Dramaten
- 1928 : Las aves, de Aristófanes, escenografía de Olof Molander, Dramaten
- 1929 : Nyss utkommen!, de Édouard Bourdet, escenografía de Gustaf Linden, Dramaten
- 1929 : La dama de las camelias, de Alexandre Dumas (hijo), escenografía de Olof Molander, Dramaten
- 1929 : Siegfried, de Jean Giraudoux, escenografía de Olof Molander, Dramaten
- 1931 : Thalias barn, de Tor Hedberg, escenografía de Gustaf Linden, Dramaten
- 1931 : Karusellen, de George Bernard Shaw, escenografía de Gustaf Linden, Dramaten
- 1931 : Jag har varit en tjuv!, de Sigfrid Siwertz, escenografía de Olof Molander, Dramaten
- 1931 : Pickwick-klubben, de František Langer a partir de Charles Dickens, escenografía de Olof Molander, Dramaten
- 1932 : Majestät, de Marika Stiernstedt, escenografía de Olof Molander, Dramaten
- 1932 : Fröken, de Jacques Deval, escenografía de Olof Molander, Dramaten
- 1932 : Revisorn, de Nikolái Gógol, escenografía de Alf Sjöberg, Dramaten
- 1932 : Guds gröna ängar, de Marc Connelly, escenografía de Olof Molander, Dramaten
- 1932 : Över förmåga, de Bjørnstjerne Bjørnson, escenografía de Alf Sjöberg, Dramaten
- 1933 : Pickwick-klubben, de František Langer a partir de Charles Dickens, escenografía de Olof Molander, Dramaten
- 1933 : Mäster Olof, de August Strindberg, escenografía de Olof Molander, Dramaten
- 1934 : De hundra dagarna, de Benito Mussolini y Giovacchino Forzano, escenografía de Rune Carlsten, Dramaten
- 1934 : Rivalerna, de Richard Brinsley Sheridan, escenografía de Alf Sjöberg, Dramaten
- 1934 : En hederlig man, de Sigfrid Siwertz, escenografía de Alf Sjöberg, Dramaten
- 1934 : El placer de la honradez, de Luigi Pirandello, escenografía de Anders de Wahl, Dramaten
- 1935 : Kvartetten som sprängdes, de Birger Sjöberg, escenografía de Rune Carlsten, Dramaten
- 1935 : Ljuva ungdomstid, de Eugene O'Neill, escenografía de Rune Carlsten, Dramaten
- 1935 :Den gröna fracken, de Gaston Arman de Caillavet, escenografía de Rune Carlsten, Dramaten
- 1936 : Kvartetten som sprängdes, de Birger Sjöberg, escenografía de Rune Carlsten, Dramaten
- 1936 : Fridas visor, de Birger Sjöberg, escenografía de Rune Carlsten, Dramaten
- 1937 : Skönhet, de Sigfrid Siwertz, escenografía de Alf Sjöberg, Dramaten
- 1937 : Eva gör sin barnplikt, de Kjeld Abell, escenografía de Rune Carlsten, Dramaten
- 1937 : Vår ära och vår makt, de Nordahl Grieg, escenografía de Alf Sjöberg, Dramaten
- 1937 : Khaki, de Paul Raynal, escenografía de Alf Sjöberg, Dramaten
- 1937 : Kungens paket, de Staffan Tjerneld y Alf Henrikson, escenografía de Rune Carlsten, Dramaten
- 1938 : Spel på havet, de Sigfrid Siwertz, escenografía de Alf Sjöberg, Dramaten
- 1938 : Sex trappor upp, de Alfred Gehri, escenografía de Pauline Brunius, Dramaten
- 1939 : Mitt i Europa, de Robert E. Sherwood, escenografía de Rune Carlsten, Dramaten
- 1939 : Paul Lange och Tora Parsberg, de Bjørnstjerne Bjørnson, escenografía de Rune Carlsten, Dramaten
- 1939 : Nederlaget, de Nordahl Grieg, escenografía de Svend Gade, Dramaten
- 1939 : Nederlaget, de Nordahl Grieg, escenografía de Svend Gade, Dramaten
- 1939 : Bridgekungen, de Paul Armont y Léopold Marchand, escenografía de Rune Carlsten, Dramaten
- 1940 : Medelålders herre, de Sigfrid Siwertz, escenografía de Rune Carlsten, Dramaten
- 1940 : De ratones y hombres, de John Steinbeck, escenografía de Alf Sjöberg, Dramaten
- 1940 : Koppla av, de Moss Hart, escenografía de Carlo Keil-Möller, Dramaten
- 1940 : Den lilla hovkonserten, de Toni Impekoven y Paul Verhoeven, escenografía de Rune Carlsten, Dramaten
- 1941 : Vi skiljas, de Victorien Sardou y Émile de Najac, escenografía de Alf Sjöberg, Dramaten
- 1942 : Beredskap, de Gunnar Ahlström, escenografía de Alf Sjöberg, Dramaten
- 1943 : Kungen, de Robert de Flers, Emmanuel Arène y Gaston Arman de Caillavet, escenografía de Rune Carlsten, Dramaten

### Director
- 1917 : Prinsessans visa, de Anna Wahlenberg, Komediteatern
- 1919 : Nöddebo prästgård, de Elith Reumert, Komediteatern

## Selección de su filmografía
- 1955 : Våld
- 1954 : Seger i mörker
- 1954 : Åsa-Nisse på hal is
- 1954 : Gud Fader och tattaren
- 1953 : Åsa-Nisse på semester
- 1953 : Ingen mans kvinna
- 1952 : Flyg-Bom
- 1952 : Flottare med färg
- 1952 : Kärlek
- 1952 : Åsa-Nisse på nya äventyr
- 1951 : Greve Svensson
- 1951 : Puck heter jag
- 1950 : Åsa-Nisse på jaktstigen
- 1949 : Åsa-Nisse
- 1949 : Lång-Lasse i Delsbo
- 1948 : Hammarforsens brus
- 1948 : Lars Hård
- 1948 : Främmande hamn
- 1948 : Eva
- 1947 : Folket i Simlångsdalen
- 1947 : Krigsmans erinran
- 1947 : Maj på Malö
- 1947 : Får jag lov, magistern!
- 1947 : Lata Lena och blåögda Per
- 1946 : Hotell Kåkbrinken
- 1946 : Möte i natten
- 1946 : Ballongen
- 1946 : Jag älskar dig, argbigga
- 1946 : Saltstänk och krutgubbar
- 1945 : Den glade skräddaren
- 1945 : Resan bort
- 1945 : Den allvarsamma leken
- 1945 : Brott och Straff
- 1945 : Oss tjuvar emellan eller En burk ananas
- 1944 : Den osynliga muren
- 1944 : Kejsarn av Portugallien
- 1943 : Elvira Madigan
- 1942 : Himlaspelet
- 1942 : Jacobs stege
- 1942 : Rid i natt!
- 1942 : Fallet Ingegerd Bremssen
- 1939 : Filmen om Emelie Högqvist
- 1936 : Min svärmor – dansösen
- 1927 : Förseglade läppar
- 1927 : Ungdom
- 1927 : Hans engelska fru
- 1925 : Ingmarsarvet
- 1925 : Polis Paulus' påskasmäll
- 1924 : Där fyren blinkar
- 1924 : 33.333
- 1923 : Eld ombord
- 1923 : Hemslavinnor
- 1923 : Mälarpirater
- 1922 : Thomas Graals myndling
- 1921 : Körkarlen
- 1921 : Fru Mariannes friare
- 1920 : Bomben
- 1920 : Karin Ingmarsdotter
- 1919 : Hans nåds testamente
- 1919 : Herr Arnes pengar
- 1917 : Tösen från Stormyrtorpet
- 1917 : Den levande mumien
- 1917 : Allt hämnar sig
- 1916 : Therèse

## Teatro radiofónico
- 1940 : En gammal symaskin, de Moa Martinson, dirección de Lars Madsén[66]
- 1946 : Teater, de Guy Bolton, dirección de Rune Carlsten[67]